# احمد بن ابی نصر بزنطی
احمد بن ابی نصر بَزَنْطی که نام کاملش ابوجعفر احمد بن محمد بن ابی نصر می‌باشد، از عالمان امامیه در کوفه است و از اصحاب امامان شیعه، موسی کاظم، رضا و جواد می‌باشد. او از جمله راویان موثق و فقیهان برجسته شیعه در دوران ائمه‌است. وی در سال ۲۲۱ هجری قمری درگذشت.
«الجامع» و «المسائل» از جمله آثار او هستند.

## استادان و شاگردان
بزنطی به تصریح منابع در فرصتهایی برای استفاده از امامان، نزد ایشان می‌شتافت. بزنطی از اصحاب ائمه شیعه همچون عبدالله بن سنان، حماد بن عثمان، جمیل بن دراج، ابان بن عثمان و عاصم بن حمید دانش آموخته‌است. در فهرست شاگردان و راویان او نام شخصیتهایی چون ابراهیم بن هاشم قمی، حسین بن سعید اهوازی، احمد بن محمد برقی، محمد بن عیسی بن عبید یقطینی، حسن بن محبوب و علی بن مهزیار دیده می‌شود. 

## وثاقت
نام بزنطی در سلسله سند بیش از هفتصد حدیث آمده‌است. بزنطی از اصحاب اجماع است و علمای شیعه وقتی در روایتی به نام او می‌رسند به سند او تا معصوم اعتماد می‌کنند. شیخ طوسی و نجاشی او را نزد امامان شیعه، رضا و جواد «ارجمند» دانسته‌است. قرار گرفتن بزنطی در سلسله اسناد حدیثی در سیره نبوی، موجب گشته تا شخصیت او در آثار رجالی اهل سنت نیز مورد بررسی قرار گیرد و ظاهراً به سبب مذهب، با نقد رو به رو گردد.

## آثار
- الجامع. در فهرستهای ارائه شده از آثار بزنطی، الجامع در صدر قرار دارد و این نوشته، چنانکه بر پایه دانسته‌ها از جامعه های آن عصر بر می‌آید، در بردارنده مجموعه‌ای گسترده از اخبار در زمینه‌های گوناگون معارف دینی، به ویژه فقه بوده‌است. نسخه‌هایی از این اثر تا سده هفتم هجری هنوز باقی بوده‌است.
- المسائل . ابن ندیم در الفهرست از این اثر یاد کرده و عنوان آن در رساله ابوغالب زراری به شکل گویاتر مسائل الرضا ضبط شده‌است.
- النوادر. شیخ طوسی در فهرست خود به اثری با این عنوان از بزنطی اشاره کرده و یحیی بن زکریا بن شیبان را به عنوان راوی آن معرفی نموده‌است. همچنین نجاشی در فهرست آثار بزنطی، از دو کتاب متفاوت با عنوان نوادر یاد کرده‌است. نسخه‌هایی از این اثر تا سده هفتم هجری همچنان برجای بوده‌است.

## پانوشت
1. ↑  لغتنامه دهخدا
2. 1 2  «بزنطی». بایگانی‌شده از اصلی در ۲ دسامبر ۲۰۰۷. دریافت‌شده در ۲۶ ژوئن ۲۰۰۸.
3. ↑  جعفریان، رسول (۱۳۸۱). حیات فکری و سیاسی امامان شیعه. قم: انصاریان. ص. ۳۳۵.
4. ↑  مرکزمطالعات و پاسخ گویی به شبهات[پیوند مرده]